# توسيع فرص العمل
التوسعة الوظيفة Job enlargement أو التوسع الوظيفي يعني زيادة نطاق الوظيفة من خلال توسيع نطاق واجبات الوظيفة والمسؤوليات عموما في نفس المستوى والأطراف. ويشمل التوسيع الوظيفي الجمع بين الأنشطة المختلفة في نفس المستوى في المؤسسة إضافتها إلى المهام الموجودة. ويسمى أيضا التوسع الأفقي للأنشطة العمل.
وهو التوسع الأفقي للعمل أي زيادة المهمات الواجب على الفرد القيام بها وتنويعها مثل أن يتم إسناد أعمال جديدة لعامل ما بحيث تشمل مهاما مكتبية وإرشادية وخدمات. بعنى أخر التوسع الوظيفي يعني دمج مهمتين أو أكثر تحت عنوان واحد، وعادة تكون المهام المدمجة قبل أو بعد المهمة الأصلية للموظف مثل أن يقوم موظف قص الألواح المعدينة في خط الإنتاج بعمليتي القياس، القص أو القياس، القص والتنعيم .
إن التوسع الوظيفي هو إضافة نشاطات جديدة للأفراد وذلك ضمن نفس مستوى العمل الإداري ويكون ذلك لزيادة الأعمال التي عليهم القيام بها، ويكون الغرض عادة من ذلك توفير الفرص لدى الأفراد لزيادة معارفهم وخبراتهم وتحسين مستوى رضاهم عن أعمالهم.
بموجب هذا الإسلوب تضاف مهام ومسؤوليات إلى المهام الفعلية في وظائف العاملين، خاصة بالنسبة إلى الوظائف ذات التخصص العالي، إذ تؤدي هذه الوظائف إلى حصول الملل وانخفاض الدافعية والرضا والأداء، إن اسلوب التوسيع الوظيفي يؤدي إلى تنويع المهارات من خلال إضافة مهام ومسؤوليات أفقية.
بعض مزايا توسيع فرص العمل هي مجموعة متنوعة من المهارات تحسن القدرة على الكسب، ومجموعة واسعة من الأنشطة. تنوع اكتساب المهارات بالتوسيع الوظيفي ويساعد المنظمة على تحسين وزيادة مهارات الموظف بسبب التنظيم فضلا عن الاستفادة الفردية.